# Sistema das três classes (Prússia)

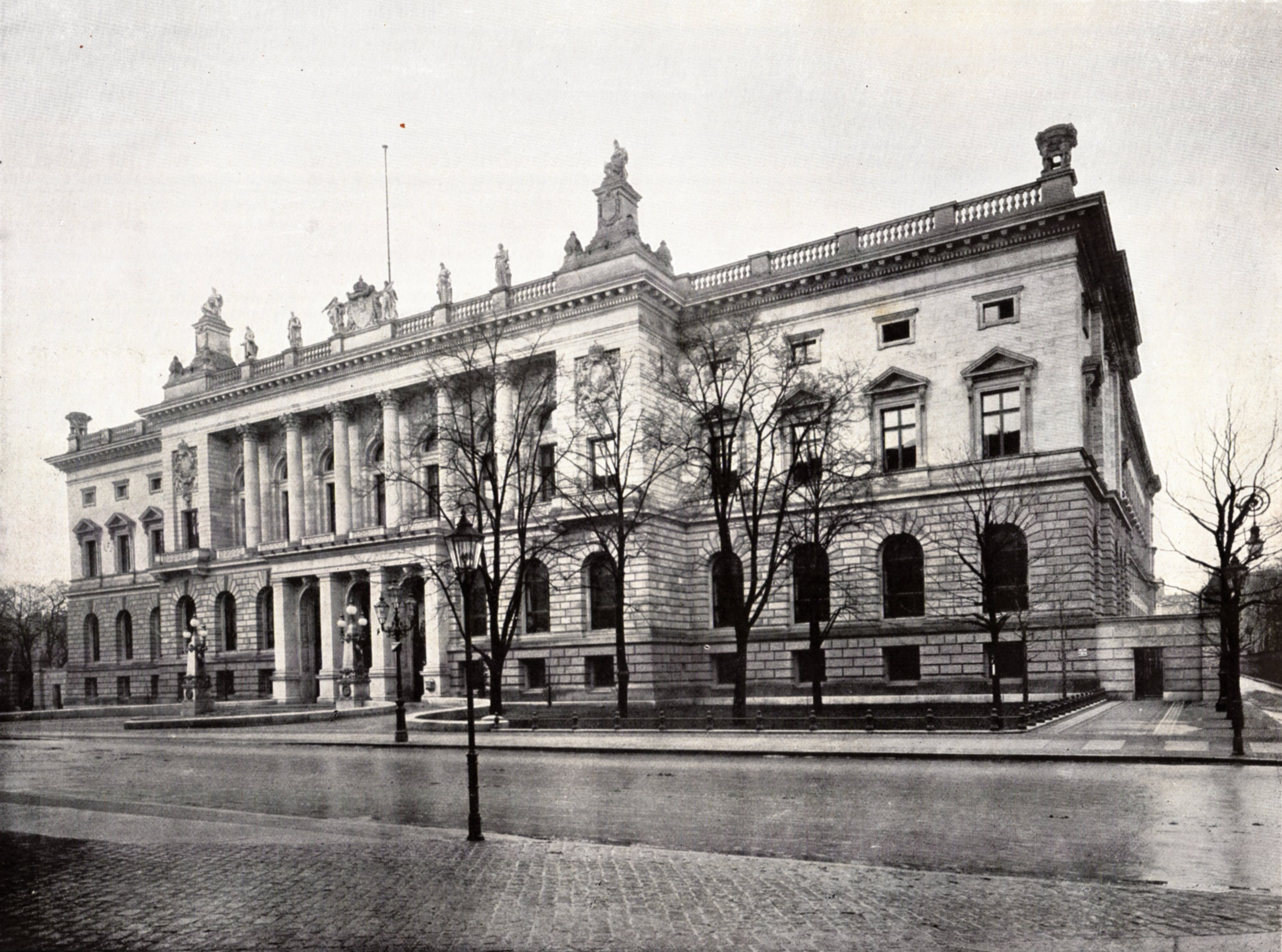
Câmara dos Representantes da Prússia em 1900.

O sistema das três classes prussiana (alemão: Preußisches Dreiklassenwahlrecht) foi um sistema eleitoral indireto usado de 1848 a 1918 no Reino da Prússia e por períodos mais curtos em outros estados alemães. Os eleitores foram agrupados por distrito em três classes, com o total de pagamentos de impostos em cada classe igual. Os que mais pagavam em impostos formavam a primeira classe, seguidos pela segunda mais alta na segunda, com os que menos pagavam na terceira. Os eleitores de cada classe elegeram separadamente um terço dos eleitores que, por sua vez, votaram nos representantes. A votação não era secreta. A franquia era uma forma de rateio por classe econômica e não por área geográfica ou população.
Os membros da Câmara dos Representantes da Prússia foram eleitos de acordo com a lei eleitoral de três classes, assim como os conselhos municipais das cidades e vilas prussianas de acordo com o Código Municipal da Prússia. Após décadas de controvérsia e tentativas fracassadas de reforma, que para muitos fizeram com que a franquia de três classes prussiana se tornasse um símbolo odiado das deficiências democráticas da Prússia, ela foi finalmente abolida no início da Revolução Alemã de 1918-1919, que eclodiu após a derrota da Alemanha na Primeira Guerra Mundial.
Embora houvesse diferenças consideráveis entre os distritos nos níveis de impostos em que os cortes entre as classes eram feitos, o sistema tendia a favorecer os conservadores e as áreas rurais sobre os liberais de esquerda e as cidades. A participação dos eleitores também foi significativamente menor na votação de três classes do que nas eleições para o Reichstag alemão, que não usou o sistema. Apesar do peso reduzido de muitos votos, a franquia de três classes tinha a vantagem de permitir que todos os homens votassem, o que muitos sistemas eleitorais contemporâneos em outros estados alemães e países europeus não faziam.